# Bad Steben
Bad Steben település Németországban, azon belül Bajorországban. Lakosainak száma 3390 fő (2023. december 31.). Bad Steben Geroldsgrün, Lichtenberg és Naila községekkel határos.

## Népesség
A település népessége az elmúlt években az alábbi módon változott:
| Lakosok száma | 800  | 2505 | 3214 | 3404 | 3360 | 3354 | 3375 | 3405 | 3387 | 3390 |
|               | 1875 | 1950 | 1975 | 2011 | 2013 | 2014 | 2016 | 2018 | 2021 | 2023 |